# Ламздорф, Матвей Иванович
Граф (с 1817) Матвей Иванович Ламздорф (Густав Матиас Якоб Фрайхерр фон дер Венге Граф Ламбсдорф, нем. Gustav Matthias Jakob Freiherr von der Wenge Graf Lambsdorff; 1745—1828) — генерал-адъютант, генерал от инфантерии, первый глава Курляндской губернии (1796-98), воспитатель великих князей Николая и Михаила Павловичей. Брат генерал-лейтенанта Я. И. Ламздорфа.

## Биография
Из древнего дворянского рода, переселившегося в XV в. из Вестфалии в Ливонию. Сын Иоганна-Рейнгольда (Ивана Юрьевича) фон Ламздорфа, командовавшего Венденским пехотным полком, и его жены Елизаветы Софии (урождённой фон Бринкен). Получил домашнее воспитание.
В 1763 году был определён в военную службу и принимал участие в русско-турецкой войне 1768—1774. Он был адъютантом графа Н. И. Салтыкова, которого в 1770-1773 году сопровождал в его путешествии за границу. Ламздорф вместе с Салтыковым возвратился в Россию ко времени первого бракосочетания великого князя Павла Петровича в 1773 году и был тогда произведён в премьер-майоры. С 1782 года по 1784 год он командовал Казанским кирасирским полком, затем был назначен состоять при великом князе Константине Павловиче в качестве кавалера. Он занимал эту должность десять лет; в 1795 году был произведён в генерал-майоры.
С присоединением Курляндского герцогства к Российской империи Ламздорф был назначен в 1797 году правителем этой новой области. Он скоро приобрёл всеобщее уважение и расположение в Курляндии. Император Павел I переименовал Ламздорфа в 1797 году в действительные статские советники, 5 апреля того же года произвёл в тайные советники и наградил орденом Святой Анны 1-й степени, а затем в ноябре 1798 году уволил без прошения от службы. Но уже 22 марта 1799 года император назначил Ламздорфа в чине генерал-лейтенанта директором шляхетского (первого) кадетского корпуса, вскоре после оставления этой должности М. И. Кутузовым. Эту должность Ламздорф занимал недолго и 12 апреля 1800 года был уволен в бессрочный отпуск, а в ноябре 1800 года император Павел I объявил Ламздорфу, что он удостоил его чести быть призванным к надзору за воспитанием двух младших великих князей, Николая и Михаила Павловичей. Император указал: «только не делайте из моих сыновей таких повес, как немецкие принцы» (нем. Solche Schlingel wie die deutschen Prinzen).
Таким образом наступила наставническая деятельность Ламздорфа при двух великих князьях, от которой, по словам графа М. А. Корфа, не выиграли ни Россия, ни великие князья, ни великий князь Николай Павлович в особенности. Ламздорф не обладал ни одной из способностей, необходимых для воспитания особ царственного дома, призванных иметь влияние на судьбы своих соотечественников и на историю своего народа; он был чужд даже и того, что нужно для человека, посвящающего себя воспитанию частных лиц. Назначение Ламздорфа объясняется доверием и уважением к нему императрицы Марии Феодоровны, взявшей на себя главное попечение о воспитании двух младших сыновей. Его главною целью было отвлечь обоих великих князей от страсти к военной службе. Но Ламздорф не достиг своей цели; исходя из неправильного понимания принципов педагогики, он старался идти наперекор всем наклонностям, желаниям и способностям порученных его воспитанию князей, которые находились постоянно как бы в тисках, не могли свободно и непринужденно ни встать, ни сесть, ни говорить, ни забавляться.
Ламздорф сопровождал великих князей в их поездке за границу в 1814 году, когда оба молодые великие князья рвались, чтобы принять участие в происходивших в то время военных действиях против Наполеона; но, верный своей системе переламывать волю своих воспитанников, Ламздорф вез их с такою медленностью, что они прибыли к Парижу, когда военные действия были закончены. Продолжая исполнять обязанности наставника-воспитателя, Ламздорф снова отправился за границу со своими воспитанниками в 1815 году, а затем с одним великим князем Николаем Павловичем ездил в 1816 году в Берлин, ввиду начавшихся переговоров о браке великого князя Николая Павловича с принцессой прусской, где получил от прусского короля орден Чёрного орла. Обязанности Ламздорфа как воспитателя закончились в 1817 году, когда великий князь Николай Павлович вступил в брак.
В 1808 году Ламздорф был произведён в чин генерала от инфантерии и был возведён 1 июля 1817 года в графское достоинство Российской империи. Кроме того, император Александр I пожаловал ему табакерку с портретом своих родителей и надписью из алмазов «Бог благоволил на выбор», императрица же Мария Феодоровна вручила ему другую табакерку с драгоценными камнями, расположенными так, что составлялось слово «Reconnaissance». В 1822 году Ламздорф был назначен членом Государственного Coветa; однако он не остался в столице и не принимал никакого участия в делах государственных; по преклонности лет и вследствие постигшей его глухоты он доживал свой век в деревне, находясь в бессрочном отпуске. Император Николай никогда не упрекал своего воспитателя за прошедшее и в день своего коронования 22 августа 1826 года, вспомнив о нём, прислал в деревню с особым фельдъегерем свой портрет. Ламздорф скончался в Петербурге, куда приехал ненадолго по своим делам; император почтил своим присутствием его погребение. Ламздорф в домашней своей жизни отличался патриархальною простотою, добротою и строгим отношением к своим обязанностям — насколько он их понимал.

## Награды
- Орден Святой Анны 1-й степени (21 мая 1797)[4]
- Орден Святого Александра Невского (15 сентября 1801)[4]
- Орден Святого Владимира 1-й степени (1 января 1808)[4]
- Орден Святого Андрея Первозванного (2 июня 1815)
- Портрет Его Величества императора Николая I, украшенный бриллиантами, для ношения на груди (22 августа 1826)

## Семья

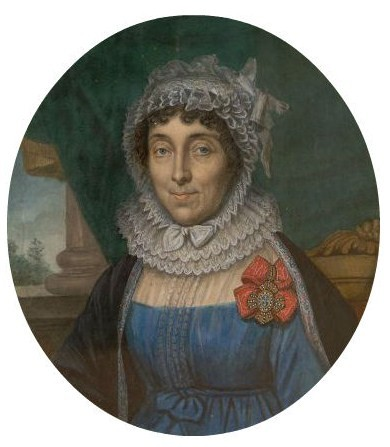
Анна Логгиновна Ламздорф

Жена —  Анна Логгиновна фон Бётлинг (1762—1835), дочь богатого негоцианта и петербургского банкира, Логина Петровича Бётлинга (1727—1800); родная сестра жены Лагарпа, воспитателя Александра I, другая её сестра София Шарлотта (1768—1843) была замужем за Эммануилом фон Станеке, что сделало двух губернаторов Курляндии шуринами:223, 229; с 18 ноября 1806 года кавалерственная дама ордена св. Екатерины 2-й степени. После смерти мужа ей была сохранена  его пенсия в сумме  в 10 тысяч рублей. Имела шесть сыновей и трёх дочерей:
- Софья (1788—1872) была замужем за полковником Г. В. Остен-Дризеном.
- Амалия-Доротея (1797—1834) замужем за генерал-майором М. Н. Гартингом.
- Анна (Анна Фредерика Катарина; 1798—1876), замужем за генерал-адъютантом бароном И. Ф. Деллингсгаузеном.
- Иван (Иоганн Левин; 1781—1852), камергер
- Яков (Густав Якоб; 1784—1835), генерал-майор.
- Константин (1785—1812) в чине поручика убит при Бородине.
- Александр (Александр Эммануил; 1794—1843)
- Фёдор (Фридрих Петер Николаус; 1800—1855), полковник в отставке.
- Николай (Николаус; 1804—1877) генерал-майор, директор Лесного департамента.